# Szentlélek alászállása fatemplom (Hidegszamos)
A Szentlélek alászállása fatemplom műemlékké nyilvánított épület Romániában, Kolozs megyében. A romániai műemlékek jegyzékében a  CJ-II-m-B-07764 sorszámon szerepel.